# Шилов, Сергей Валентинович
Сергей Валентинович Шилов (род. 1 октября 1970, Псков) — российский лыжник, шестикратный чемпион Паралимпийских игр, семикратный чемпион мира по лыжным гонкам, четырёхкратный чемпион Европы, двукратный обладатель Кубка Мира по лыжным гонкам, неоднократный призёр чемпионатов континента по лёгкой атлетике и множества других соревнований. Заслуженный мастер спорта России, мастер спорта международного класса по биатлону, мастер спорта международного класса по лёгкой атлетике, кандидат в мастера спорта по спортивному ориентированию. Член исполкома Паралимпийского Комитета России.

## Награды
- Орден Почёта (26 марта 2010) — за большой вклад в развитие физической культуры и спорта, высокие спортивные достижения на X Паралимпийских зимних играх 2010 года в городе Ванкувере (Канада)[2].